# Cardig Air
Cardig Air è una compagnia aerea cargo con sede e base a Giacarta, Indonesia. Opera servizi di linea all-cargo in Asia e Indonesia, nonché servizi charter verso varie destinazioni nazionali e regionali.
Cardig Air possiede e gestisce due Boeing 737 Classic che erano stati convertiti in versione cargo. Fino al 2018, Cardig Air ha operato voli internazionali di linea che collegavano Giacarta, Ho Chi Minh City e Shenzhen, nonché voli nazionali di linea che collegavano Jayapura e Wamena. Nel 2020, in seguito all'acquisizione da parte di un nuovo gruppo di investitori guidati da Dian Nasution, la compagnia mira a concentrarsi principalmente sulle rotte nazionali.

## Storia
Cardig Air è stata costituita nell'aprile 2004. Nel luglio 2008, un gruppo di investitori ha iniettato nuovo capitale e acquisito la quota di maggioranza di Cardig Air da PT Cardig International. La nuova gestione ha sostituito i Boeing 737-200C dell'azienda con Boeing 737-300F a maggiore capacità e più efficienti in termini di consumo di carburante.
Nel 2008, Cardig Air ha noleggiato i suoi primi due 737-300F, arrivati a Giacarta in ottobre; le operazioni sono iniziate nel gennaio 2009, servendo i clienti sia su base di linea che charter. Nel 2012, Cardig Air ha aggiunto un altro Boeing 737-300F alla sua flotta.
Nel 2016, Cardig Air ha lanciato una rotta Cina-Vietnam-Indonesia ed è diventata la prima compagnia aerea cargo indonesiana ad operare voli di linea tra i tre paesi.
Nel 2019, la compagnia è stata acquistata da un nuovo gruppo di investitori ed è stata ristrutturata per rifocalizzarsi sulle rotte nazionali.
Nel 2020, la compagnia ha ricevuto un Boeing 737-300 e un 737-400 per servire le rotte cargo nazionali.

## Flotta

### Flotta attuale

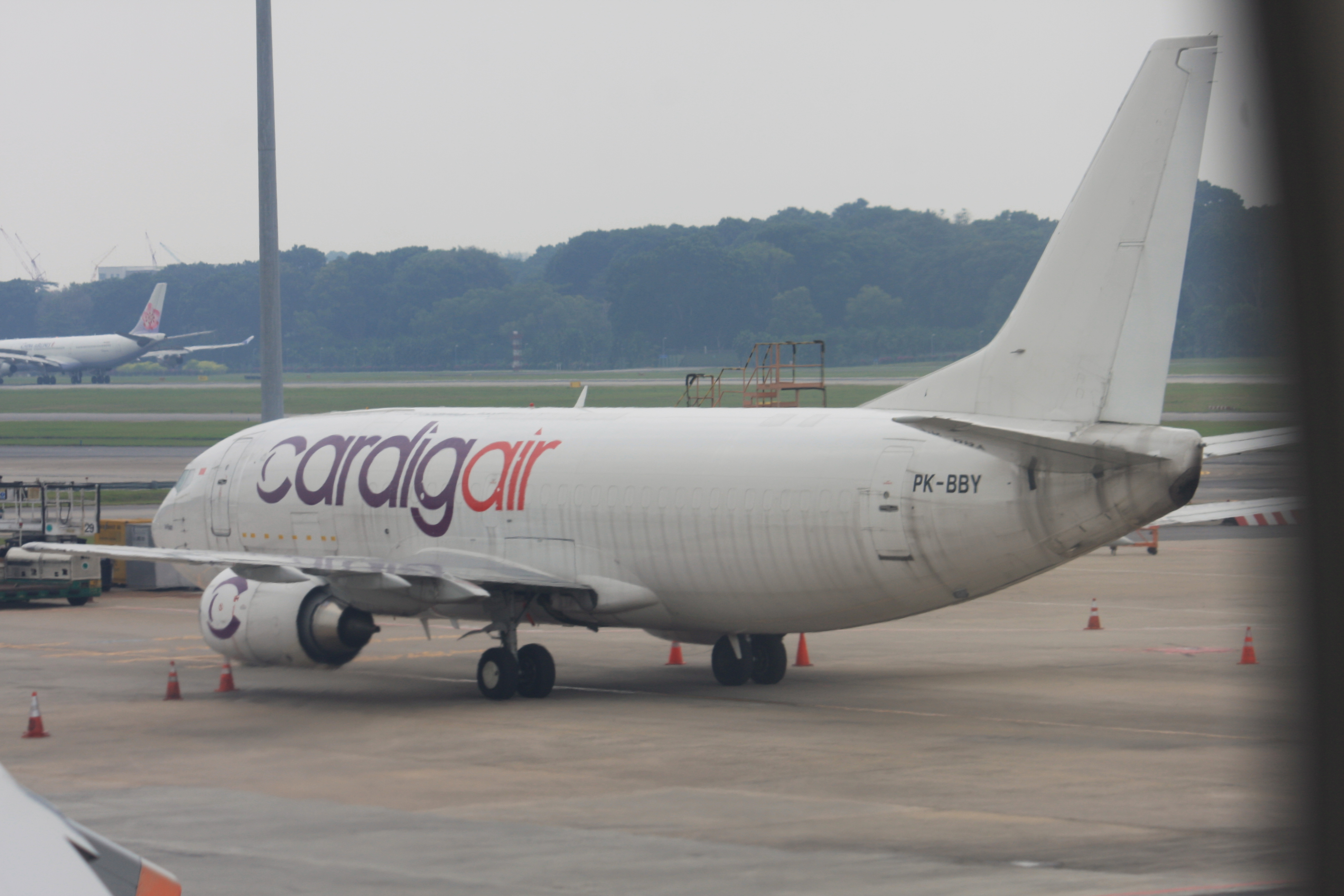
Un Boeing 737-300.

A maggio 2023 la flotta di Cardig Air è così composta:

### Flotta storica
Cardig Air operava in precedenza con 2 Boeing 737-200F e altri esemplari di Boeing 737 Classic.